# Monasterio de Santa Catalina de Siena (Valladolid)
El monasterio de las Madres Dominicas de Santa Catalina es un templo católico ubicado en Valladolid, España. Tiene interesantes obras de valor artístico.

## Historia

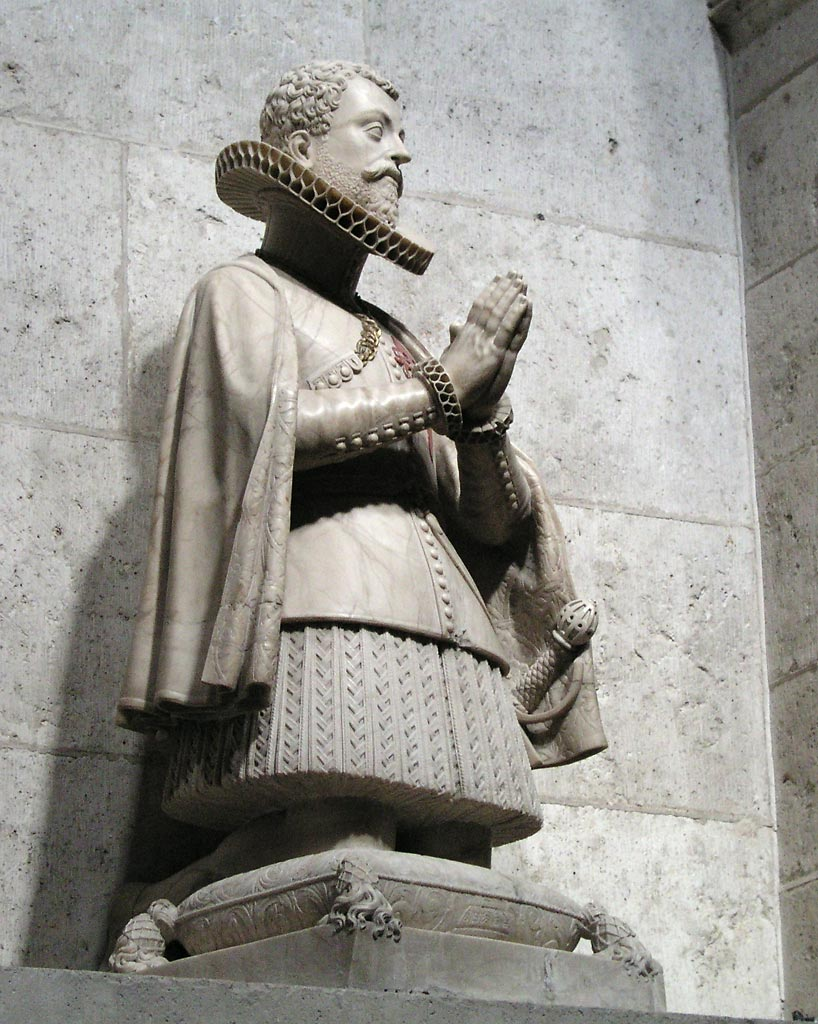
Estatua de Antonio Cabeza de Vaca

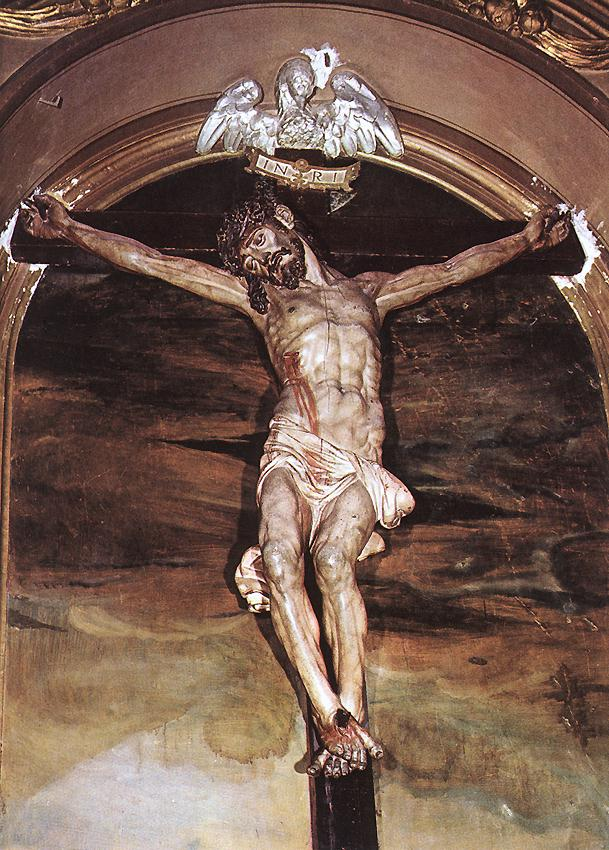
Cristo crucificado

El Monasterio de las Madres Dominicas de Santa Catalina es un edificio interesante a nivel artístico. Es una construcción originaria de 1488, fundada entonces por Doña Elvira Benavides y Manrique. 
Otro acontecimiento reseñable es el enterramiento del escultor Juan de Juni, cosa que deja dispuesta en su testamento de ocho de abril de 1577. En 1588, María de Castro, viuda de Antonio Cabeza de Vaca; consiguió el patronazgo de la capilla mayor y mando realizar al escultor Pedro de la Cuadra dos estatuas orantes.
Las religiosas dominicanas que habitaban el edificio se trasladaron en 2009 al convento del Corpus Christi en el Prado de la Magdalena. El deterioro del edificio era insalvable y se corría riesgo. Las obras artísticas fueron reubicadas con los dominicos de Valladolid en la iglesia de San Pablo.
En 2022 se presentó el proyecto para transformar el complejo religioso en un Centro de Cultura del Vino. En 2024 se comunicó el inicio del proyecto de obras.

## Estilo

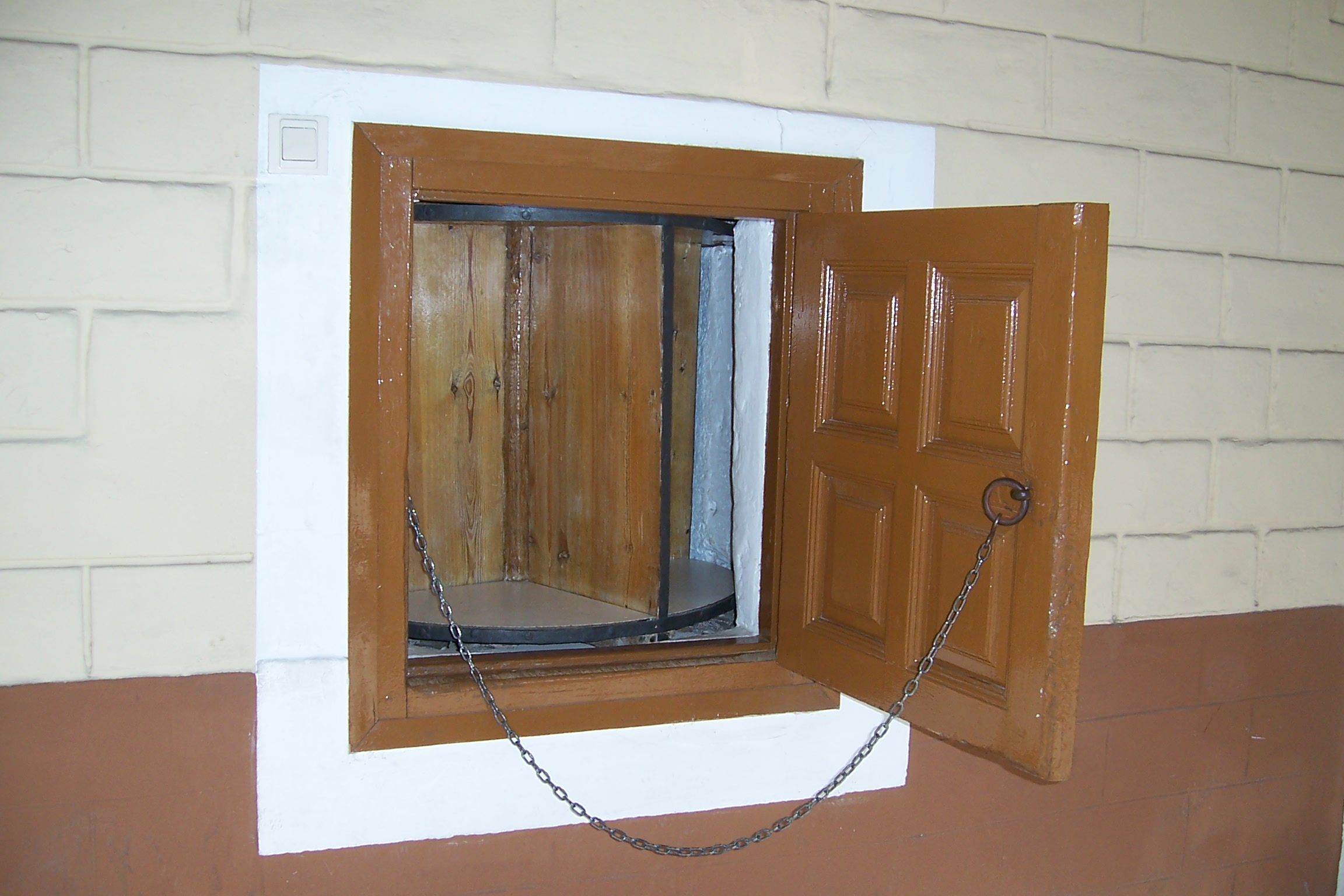
Torno del convento de Santa Catalina

Lo más destacado es la iglesia, construida en el siglo XVII y en cuyo interior encontramos un interesante retablo con un Cristo crucificado de Juan de Juni. 
El patio de clausura está datado a principios del siglo XVI y es otro de los espacios destacados del conjunto. En el refectorio podemos admirar las bellas bóvedas renacentistas y el zócalo de azulejería.